# Montgomery (Gales)
Montgomery (del galés: Trefaldwyn) traducido como el pueblo de Baldwin, es una villa en el este del condado galés de Powys, situada a 1,6 km de la frontera anglo-galesa. Montgomery era la capital del antiguo condado de Montgomeryshire hasta su disolución en 1974.
Montgomery lleva el nombre de Roger II de Montgomery, un señor normando que fue dado el primer castillo del área por el rey Guillermo I de Inglaterra. Su nombre era debido a su otro castillo, en la localidad francesa de Sainte-Foy-de-Montgommery. El nombre galés, Trefaldwyn, significa «Villa de Baldwin», y lleva el nombre de Baldwin de Bollers, otro señor normando que construyó el segundo castillo y la villa en 1224. El nombre fue registrado por primera vez en 1440.